# Stenopogon coracinus
Stenopogon coracinus är en tvåvingeart som först beskrevs av Friedrich Hermann Loew 1847.  Stenopogon coracinus ingår i släktet Stenopogon och familjen rovflugor. Inga underarter finns listade i Catalogue of Life.